# ロベルト・チポラ
ロベルト・チポラ（Roberto Cipolla）は、イギリスの情報工学者。ケンブリッジ大学教授。東芝欧州社ケンブリッジ研究所所長。王立協会フェロー。

## 人物・経歴
ウォリックシャー州ソリフル生まれ。1984年ケンブリッジ大学クイーンズ・カレッジ卒業。1986年ペンシルベニア大学大学院修士課程修了、M.S.E.。1988年電気通信大学大学院修士課程修了、工学修士。1991年オックスフォード大学ベリオール・カレッジ大学院博士課程修了、D.Phill。
同年東芝フェロー。1992年ケンブリッジ大学講師、ジーザス・カレッジフェロー。1997年同リーダー。2000年同教授。2004年ロイヤル・アカデミー・オブ・アーツ教授。2007年東芝欧州社ケンブリッジ研究所所長。2010年王立工学アカデミーフェロー。2022年王立協会フェロー。

## 脚註
1. ↑  “Do the maths” (英語). Times Online (2009年8月24日). 2021年1月27日閲覧。
2. 1 2 3 4 5  "CIPOLLA, Prof. Roberto". Who's Who (英語). Vol. 2020 (online Oxford University Press ed.). Oxford: A & C Black. (要購読、またはイギリス公立図書館への会員加入)
3. 1 2 3  ステレオ動画画像解析の一手法新潟大学
4. 1 2  “Roberto Cipolla - Professor of Information Engineering”. mi.eng.cam.ac.uk. 2021年1月28日閲覧。
5. 1 2  “Professor Roberto Cipolla elected a Fellow of The International Association for Pattern Recognition | Department of Engineering”. www.eng.cam.ac.uk (2020年10月12日). 2021年1月28日閲覧。
6. ↑  “Antony Gormley drops 60-tonne load for monumental sculpture” (英語). The Guardian (2010年8月27日). 2021年1月27日閲覧。
7. ↑  研究開発センター東芝
8. ↑  Anon (2010年). “List of Fellows of the Royal Academy of Engineering”.  London:  raeng.org.uk. 2022年5月11日閲覧。
9. ↑  “Outstanding scientists elected as Fellows and Foreign Members of the Royal Society”. Royal Society (2022年5月10日). 2022年5月11日閲覧。